# شاکره خلیلی
شاکره خلیلی (زاد نام نمازی؛ ۱۹۹۱ – ۱۹۴۷)، یک زن هندی فعال در ساخت‌و‌ساز بود که توسط همسر دومش، سوامی شراداناندا (مورالی منوهار میشرا) به قتل‌ رسید. او پیش از این با اکبر خلیلی، دیپلمات هندی و سفیر هند در ایران و استرالیا ازدواج کرده‌بود. آنها در سال ۱۹۸۵ جدا شدند و او شاکره سال بعد با شراداناندا ازدواج کرد.
خانواده او در سال ۱۹۹۱ متوجه گم‌شدنش شدند و به پلیس اطلاع دادند. در سال ۱۹۹۴، پس از سه سال عملیات‌های استینگ، پلیس کرناتکه از شراداناندا برای قتل اعتراف گرفت و او پلیس را به سمت جسد شاکره که در خانه خودش دفن شده‌بود، دایت کرد. به شاکره مواد مخدّر داده شده بود و سپس خفه‌اش کرده و در جعبه‌ای تابوت‌مانند دفنش کرده‌بودند. قاتل در سال ۲۰۰۵ محکوم به اعدام شد. این حکم در سال ۲۰۰۸ به حبس‌ابد تبدیل شد.